# 闫安
闫安（1993年1月12日—），男，北京人，中国乒乓球运动员，右手横握球拍，两面反胶弧圈球结合快攻打法。父亲闫永国为乒乓球教练。

## 生平

### 国家队生涯
闫安从小受父亲的影响而训练乒乓球，2006年5月进入国家队，早期多为主力队员的陪练。2011年，闫安首次参加世乒赛，他与冯亚兰搭档出战混双比赛，打进本届赛事的十六强。同年，闫安与许昕搭档，夺得世界大学生运动会男双金牌，并在国内的乒乓球超级联赛中首次跻身单打胜率榜前十名。
2013年，闫安夺得乒乓球亚洲杯亚军，并首次获得参加世乒赛男子单打比赛的资格，杀入男单赛事的八强，以2：4负于队友王皓。

### 俱乐部生涯
2009年，闫安以新人的身份效力于乒超联赛新军霸州海润温泉城俱乐部，帮助球队在赛季最后时刻保级成功。
2010年，闫安转会至八一熔盛重工俱乐部，与王皓、侯英超等人合作，帮助球队夺得联赛亚军。2011年，闫安在联赛中再次有上佳表现，不仅单打战绩跻身前十名之列，而且与周雨组成的双打组合配合默契，位列双打胜率榜第一名。
2012年，闫安转会至宁波海天塑机俱乐部，在乒超联赛中取得22胜12负的单打战绩，高居男单胜率榜第三名，并与马龙、朱世赫及翟一鸣等人联手为宁波海天塑机俱乐部夺得俱乐部历史上第三座男团冠军。2013年，闫安取得27胜9负的单打战绩，继上赛季以后再度位列总积分榜第三名，还帮助宁波海天塑机俱乐部成功卫冕。

## 外部連結
- 【乒乓王国】闫安专访 （页面存档备份，存于）
- 【乒乓王国】国乒新生代 （页面存档备份，存于）